# 木村倫子
木村 倫子（きむら ともこ、1973年4月20日 - ）は、日本のフリーアナウンサー、通訳。

## 来歴・人物
千葉県出身。慶應義塾大学文学部哲学科卒業。身長158cm。愛称はTINA。
幼少時より、親の転勤で日本と海外を行き来し、アメリカ、イギリス、香港など、14年の海外滞在歴をもつ。アメリカのホーホーカス・パブリック・スクール、ドワイト・イングルウッド・スクールを卒業後、慶應義塾大学に進学。学生時代より『CNNヘッドライン』などに出演した。

## 主な出演作品

### テレビ番組
- CNNヘッドライン（テレビ朝日系）　- 1993年・キャスター
- 早起き一番!天気&N（テレビ朝日系）　- 1997年10月よりCNNコーナー、キャスター
- 3か月英会話（NHK教育）　- 2000年10月-12月・司会
- "Science View" NHK World Japan 2013年10月より

### CM
- 北洋銀行「クローバーカード」 - ナレーション
- avex「マイリーン『マイリーン・ベスト』」（2002年）- ナレーション